# Cumulonimbus arcus
La cumulonimbus o cumulonimbos arcus, también conocida como nube arco (Nube Arcus) es un  género de las cumulonimbus.

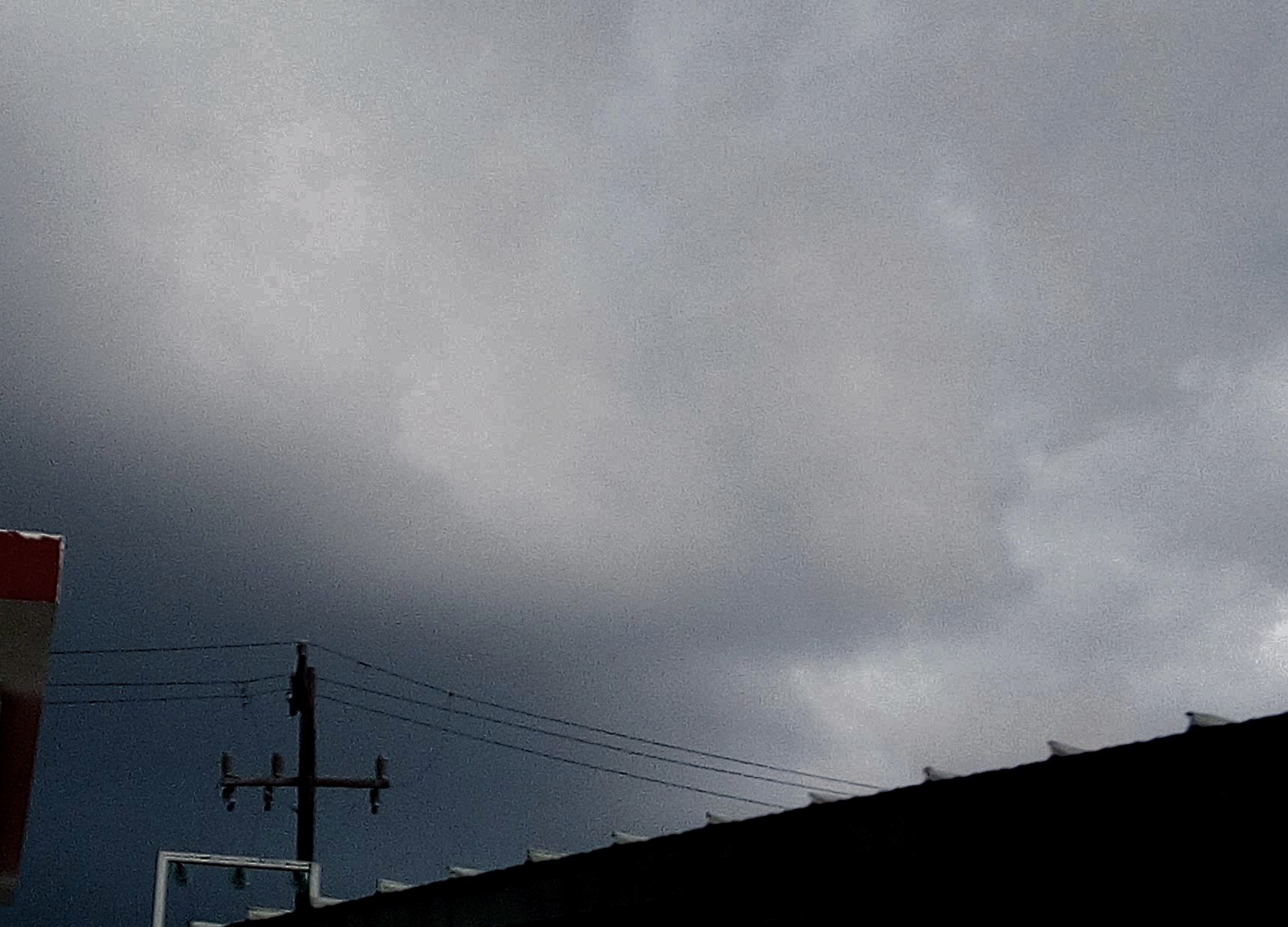
Vista parcial de una cumulonimbus arcus en Monterrey, Nuevo Leon

Esta nube está asociada con las tormentas eléctricas y suele ser de las más investigadas por meteorólogos, cazadores de tormentas, entre otros. La peculiaridad de esta nube se debe a lo difícil que se forme y encontrarla, por lo que podría decir que es una especie rara en el cielo.

## Etimología
El término cumulonimbus está formado por cumulo (cúmulo en latín, que significa acumulación). Y nimbus (que puede significar; tempestad, temporal, tormenta potente o catástrofe en latín). Entretanto, arcus significa 'arco' también del latín.

## Tipos, descripción y su formación

### Nube  estante[nota 1][5]

#### Descripción

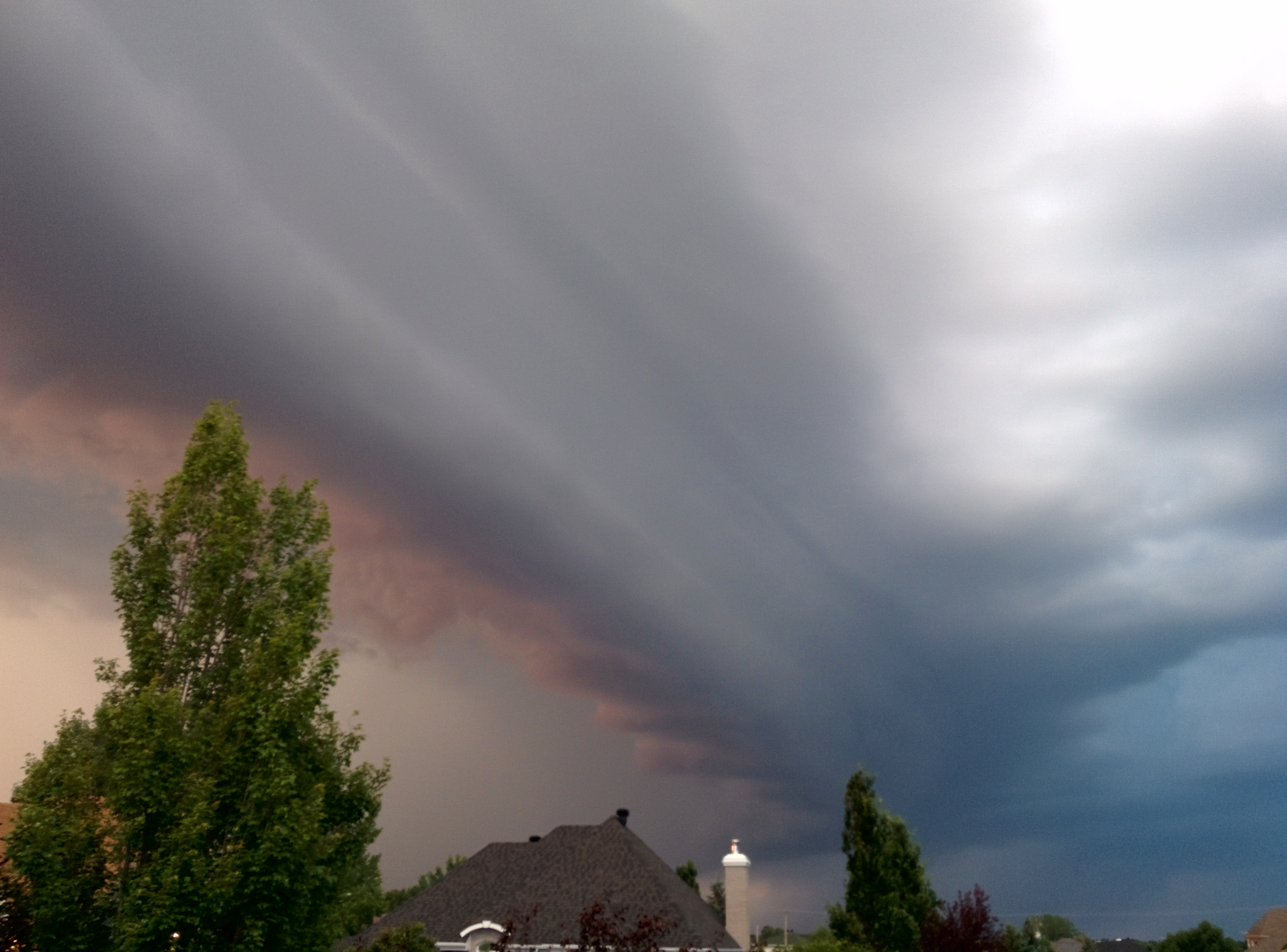
Una nube de estante.

La nube estante es una nube arcus baja, horizontal y en forma de cuña. Está unida a la base de la nube principal, que suele ser una tormenta de cumulonimbus, pero podría formarse en cualquier tipo de nubes convectivas. El movimiento de la nube ascendente a menudo se puede ver en la parte delantera (exterior) de la nube, mientras que el lado inferior a menudo aparece turbulento y desgarrado por el viento.

##### Formación
El aire fresco y hundido de la corriente descendente de una nube de tormenta se extiende por la superficie de la tierra, con el borde de ataque llamado frente de ráfaga. Este flujo de salida corta bajo el aire caliente y es atraído hacia la corriente ascendente de la tormenta. A medida que el aire más frío baja, eleva el aire húmedo y cálido y su agua se condensa, creando una nube que a menudo rueda con los diferentes vientos arriba y abajo.

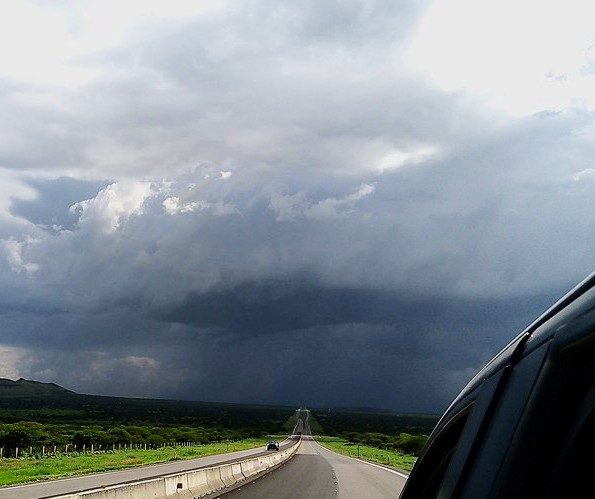
Banda de lluvia (corriente de aire descendente) detrás de una nube estante, esta corriente forzo que el aire cálido subiera, y formara la nube.

### Nube rollo[nota 1][5]

#### Descripción

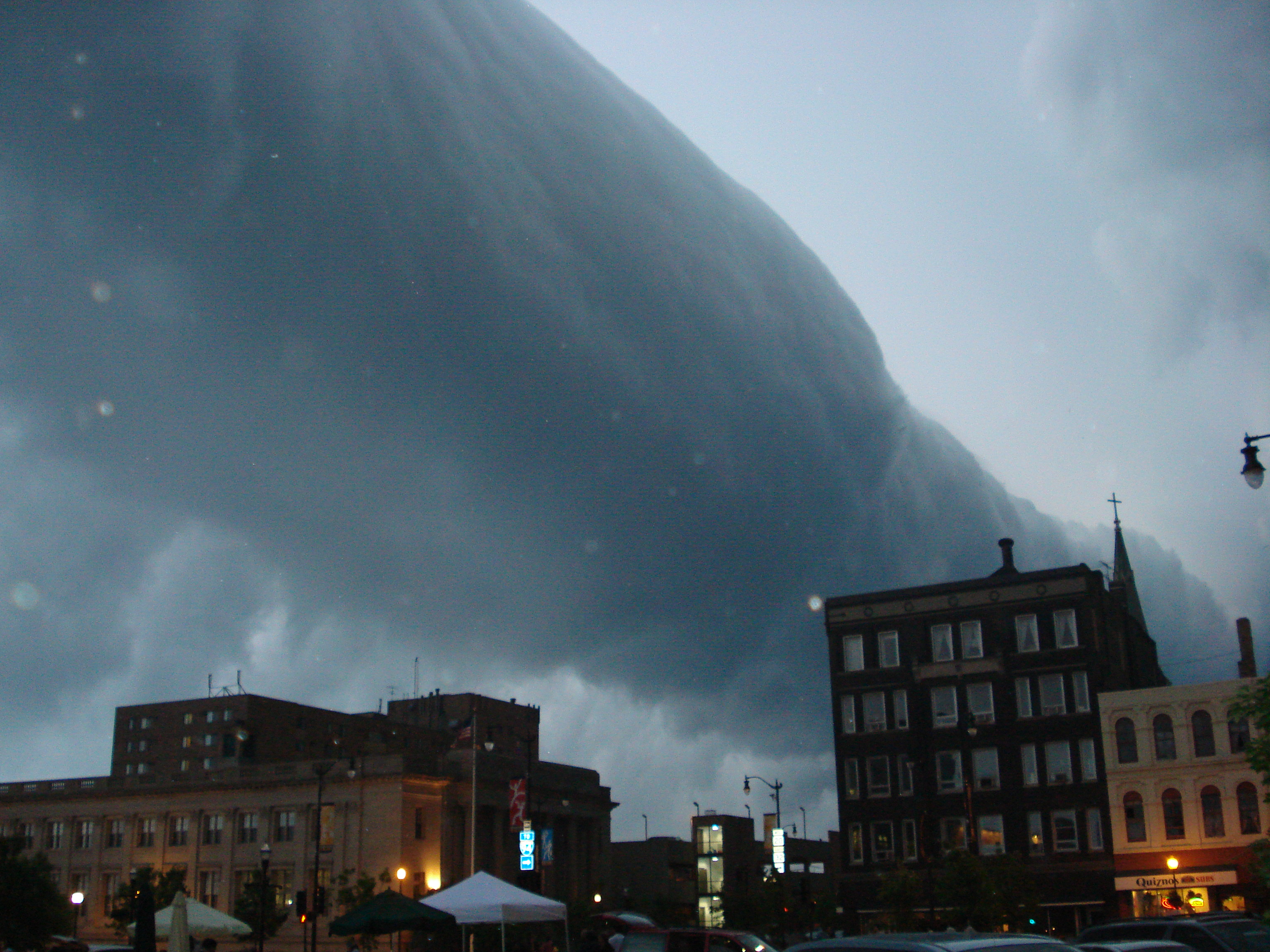
Una nube de rollo pasando sobre una ciudad.

La nube rollo es un tipo de nube arcus baja, horizontal, en forma de tubo y relativamente rara. Se diferencian de las nube de estante al estar completamente separadas de otras características de la nube. Las nube de rollo generalmente parecen estar "rodando" sobre un eje horizontal. Son una ola solitaria llamada solitón.

#### Formación
Son causados y/o formados por una corriente descendente de una tormenta que avanza y hace que el aire cálido y húmedo se levante, se enfríe por debajo de su punto de rocío y forme la nube.

## Efectos
Cuando esta nube se forma en la atmósfera terrestre, puede traer consigo efectos, los cuales pueden afectar a plantas, animales y otros organismos, mostrándose a continuación:
- Rayos: Esta nube causa rayos, que pueden ocasionar incendios forestales, que afectan a los seres vivos y/o cadenas tróficas de un lugar físico. Pero es poco probable que suceda, ya que el 4-5 % de los incendios forestales se deben a rayos.[13]
- Inundaciones: A veces, por efecto de la lluvia, los ríos o lagos se desbordan, causando una inundación, que es una abundancia de agua, lo que provoca el ahogamiento de seres vivos y otros efectos.
- Granizo: Esta precipitación sólida (granizo) hace, al caer en la tierra, destrucción tanto como de ganadería como de agricultura. Provocado pérdida de cultivo y animales en las granjas; además puede causar daño en estructuras de edificios, y en casos extremos, matar personas. Por ejemplo, una vez en Bangladés, en 1986, hubo una granizada muy fuerte que mató a 92 personas; se reportaron granizos de hasta un kilogramo de peso.[14]
- Viento: La nube también provoca viento, que puede derribar árboles, que pueden caer sobre otros animales e incluso casas.
- Tornados: En casos extremos, se puede desarrollar un tornado, que arranca árboles y se lleva todo a su paso.

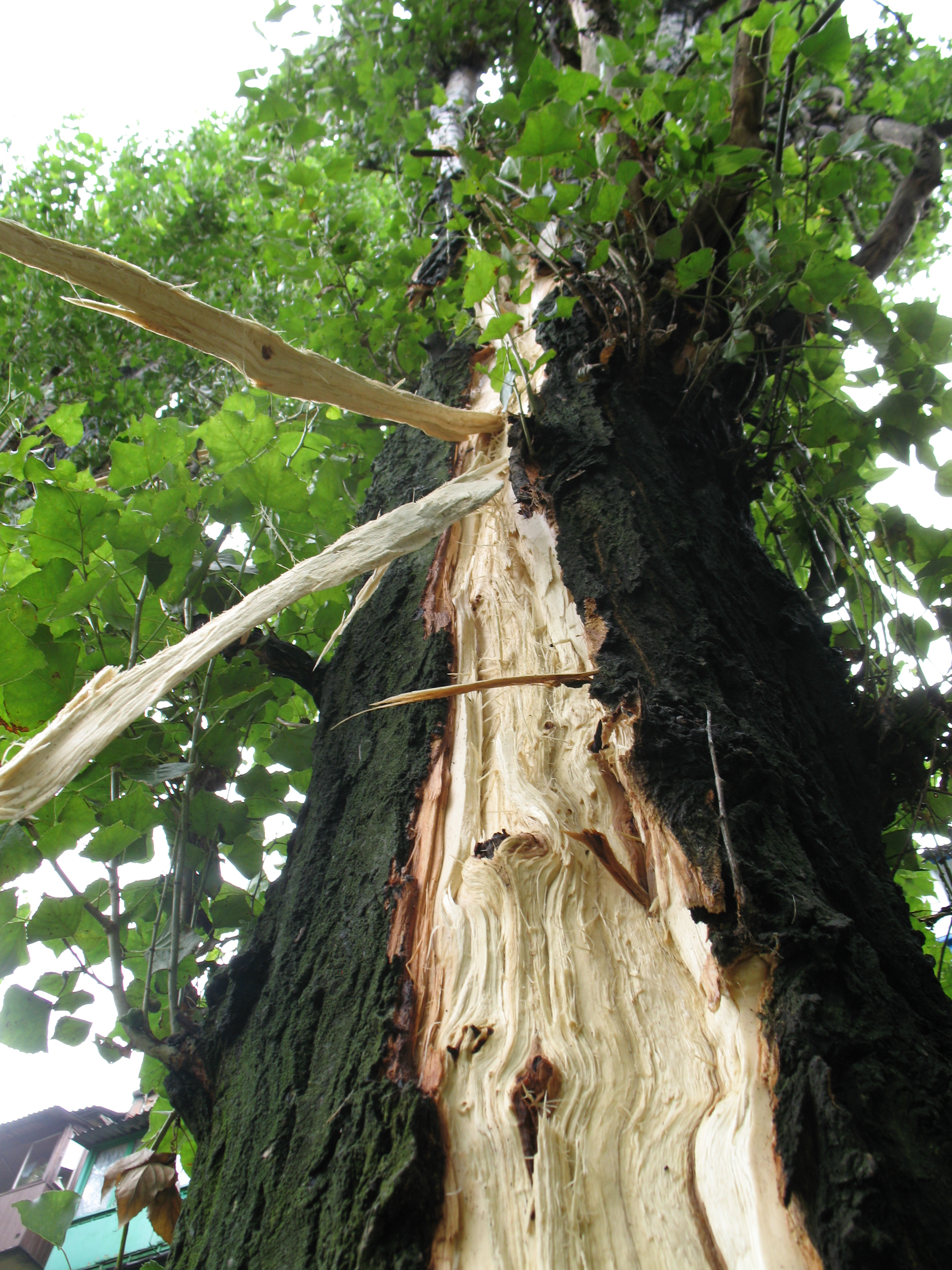
Daño provocado por un rayo al caer en un árbol

## Galería de imágenes
Sección con imágenes respecto al tema de la página.

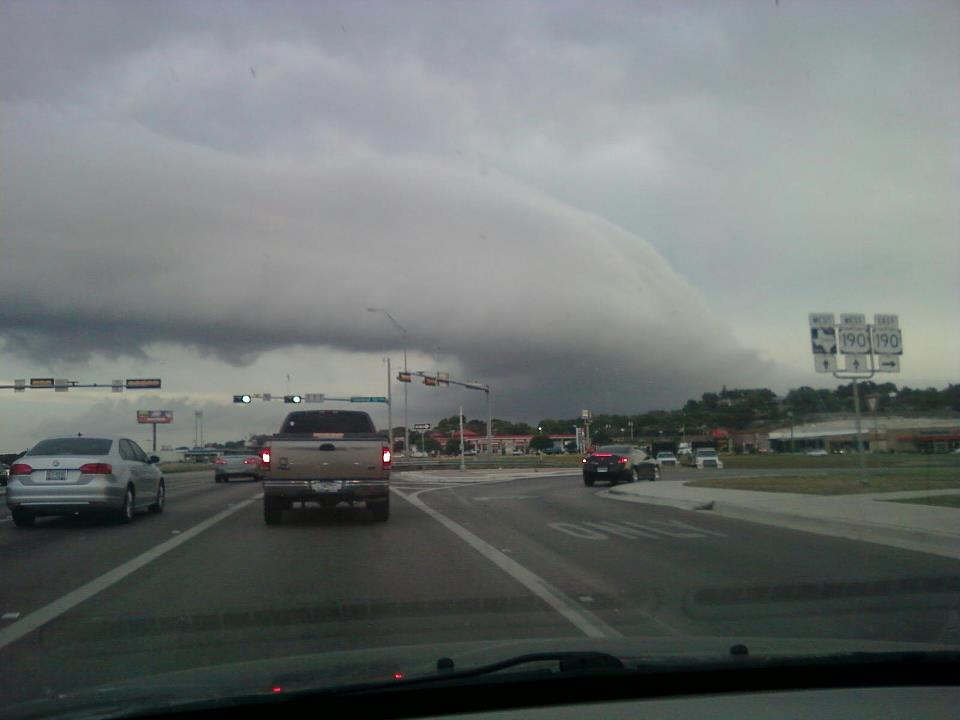
Nube de rollo en Texas.

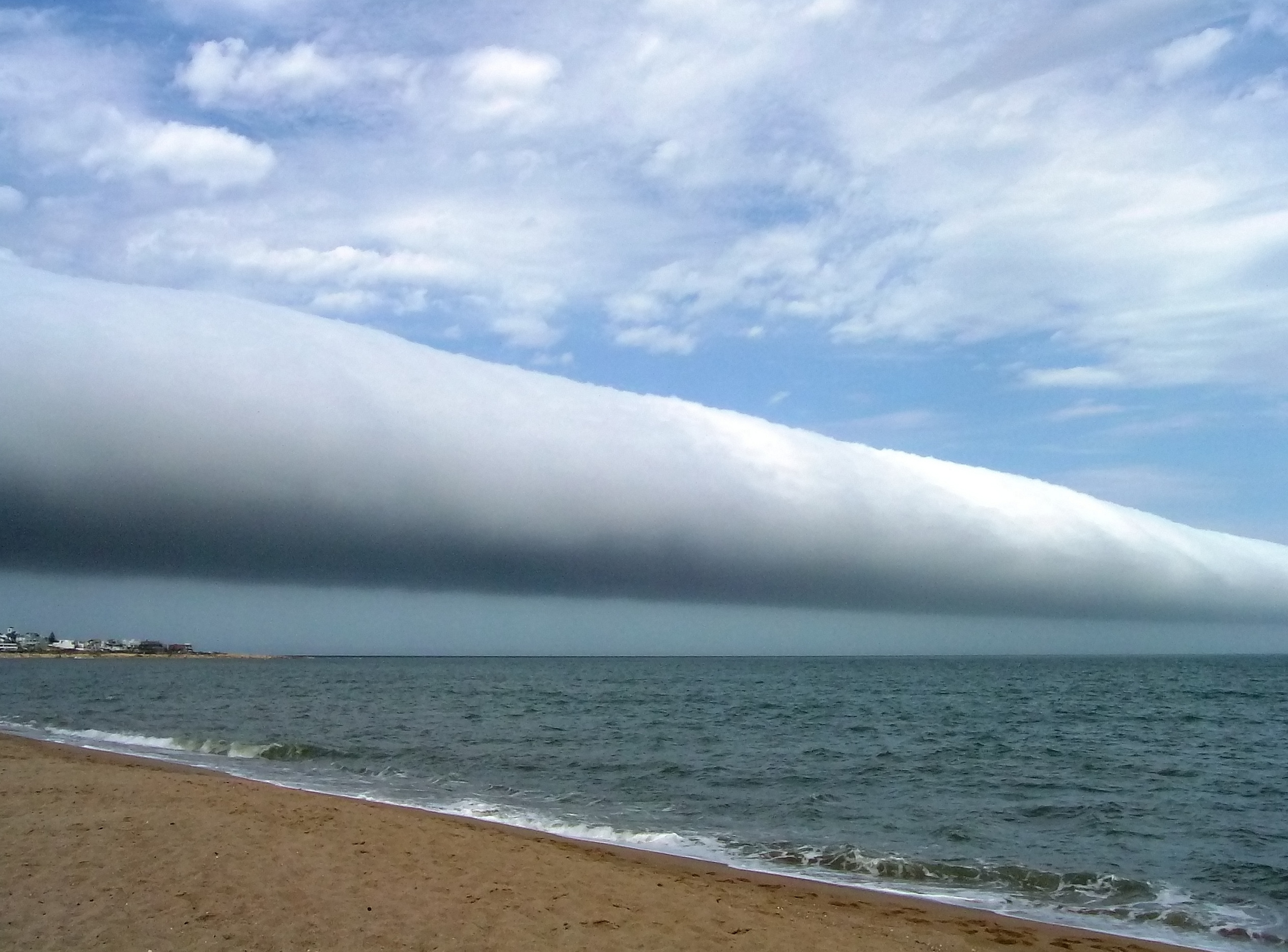
Nube de rollo en una playa.

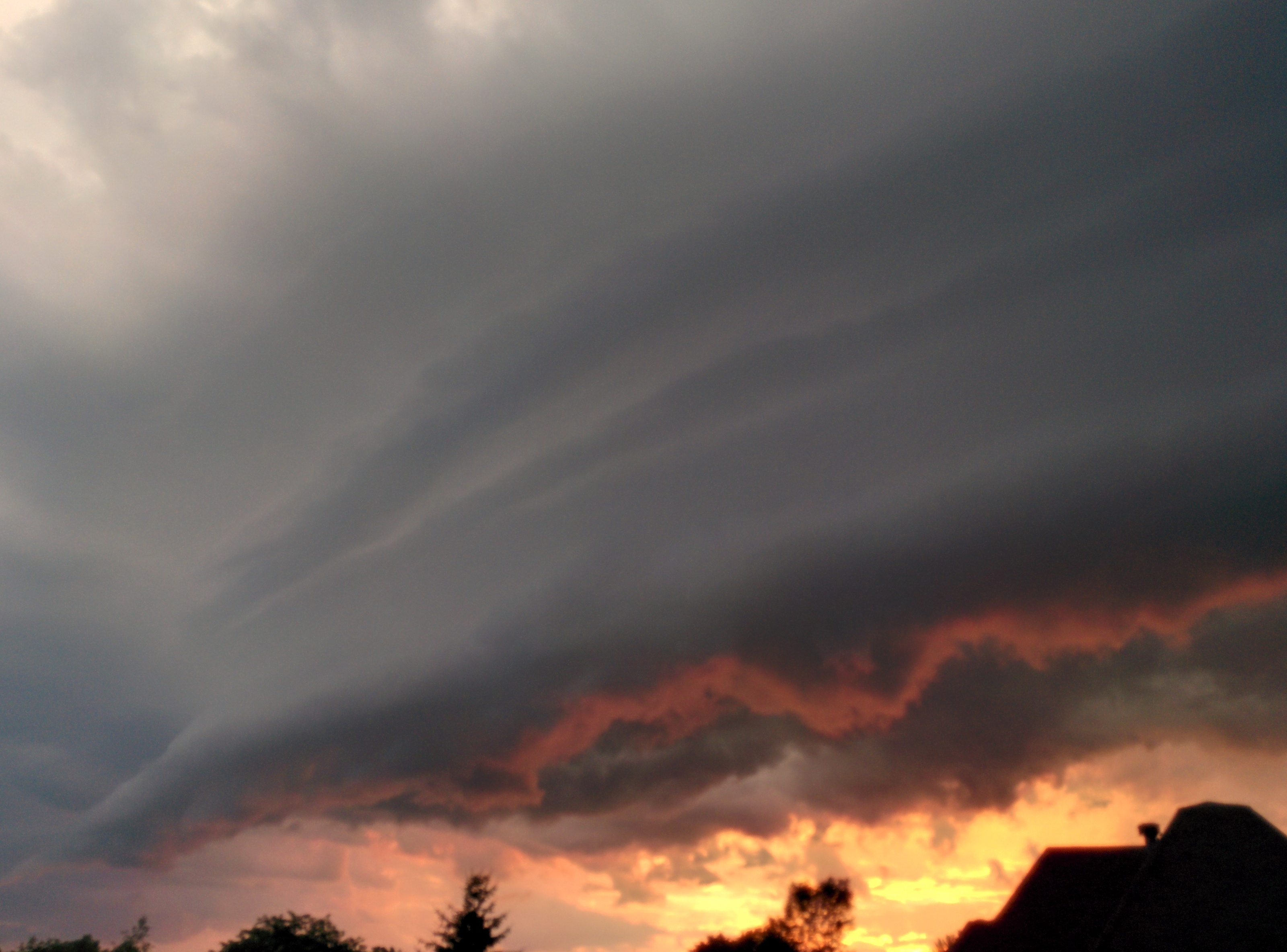
Nube de estante en Montreal, Canadá. Mientras se logra ver una parte de la luz rojiza de la tarde.